# 牛瘟病毒
牛瘟病毒（学名：Rinderpest morbillivirus）是副黏液病毒科麻疹病毒属的一种病毒，能感染牛隻引起牛瘟。這種病毒性疾病主要傳染於水牛之間，但其他野生品種也有致病的記錄。不感染人类。

## 形态
牛瘟病毒的粒子呈多形性，直径约为150至200纳米，表面覆有囊膜。其基因组为单股负链RNA，全长为15882核苷酸，G+C含量约为47%。该病毒含有6种结构蛋白，其中融合蛋白和血凝素与病毒的吸附和入侵过程相关。
牛瘟病毒对外界环境的抵抗力较弱，干燥条件下易失去活性，一般的消毒药品可使其失去感染性。

## 与宿主的关系
牛瘟病毒主要破坏宿主的上皮细胞，导致小坏死灶的形成，并逐渐形成坏死中心，随后破坏留下浅层的糜烂。

## 历史
科学家正在销毁最后的牛瘟病毒样本。牛瘟病毒样本目前还存在部分实验室里，但销毁的进展缓慢。2011年，35个国家的44家实验室储存了牛瘟材料，两年后，23个国家的28个实验室拥有这些材料。目前，仍有14个国家持有某种形式的牛瘟材料，其中包括6个指定设施。一些实验室正在参与一项名为 “测序与销毁” 的研究项目，即对它们所储存的各种牛瘟病毒株的完整基因组进行测序，然后将其永久摧毁。

## 外部連結
- 微生物免疫學-Paramyxoviridae(副黏液病毒科)